# Konrad III. von Bibra

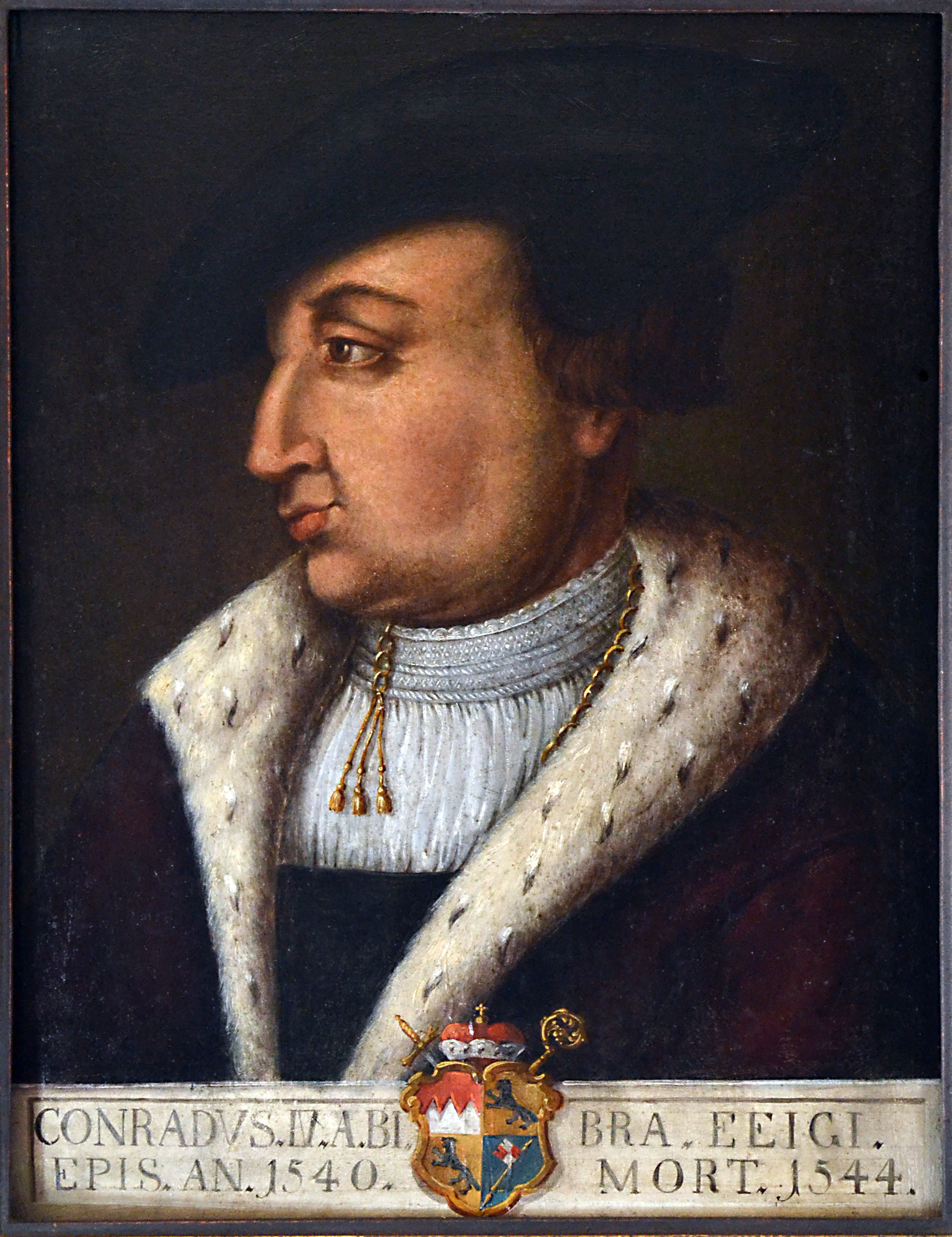
Bildnis des Konrad von Bibra

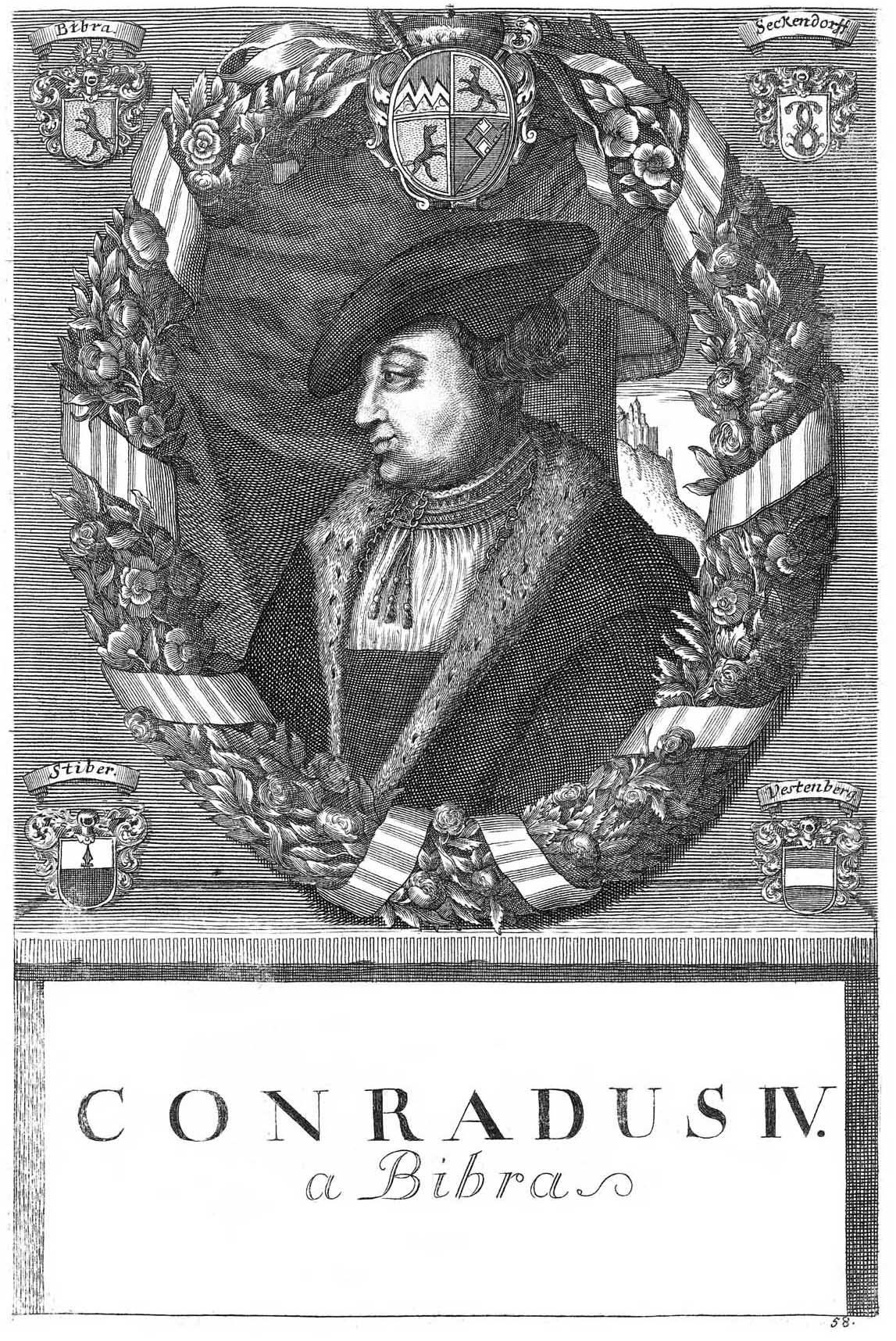
Stich von Johann Salver, ca. 1710

Konrad III. von Bibra (* 1490; † 8. August 1544 in Würzburg), Herzog in Franken, war von 1540 bis zu seinem Tod 1544 Fürstbischof von Würzburg.

## Leben
Konrad von Bibra studierte an den Universitäten von Köln, Bologna, Erfurt und Ingolstadt. Während seines gesamten Lebens fiel es ihm schwer, sich für das Priestertum zu entscheiden. Zwischen 1520 und 1532 nahm er dreimal eine Position als Priester an und trat wieder zurück. Im Bauernkrieg war er 1525 unter den Verteidigern der belagerten Festung Marienberg in Würzburg. Danach befand er sich in der Kommission, die die Schäden feststellte. Schließlich nahm er 1539 wieder eine Position als Priester an. Am 28. April 1540 wurde er Vorsteher von Neumünster in Würzburg. Bereits am 1. Juli 1540 wurde er überraschend zum Fürstbischof gewählt. Danach vertrat er durchaus unabhängige, bisweilen auch kompromisslose Haltungen. Zu seinen Beratern zählte der bereits unter seinem Vorgänger bewährte Lorenz Fries. Siebenmal konnte er in Rom einen Aufschub seiner Ordination zum Priester und Bischof erreichen, ohne jemals die Weihe zu empfangen. Ebenfalls verweigerte er es trotz kaiserlicher Ermahnungen – er entschuldigte sich zwar – beim Reichstag persönlich zu erscheinen.
Als 1542 in Würzburg die Pest ausbrach, verlagerte er seinen Sitz nach Aschach und Neustadt an der Saale. Am 8. August 1544, nach nur vier Jahren Regentschaft, starb er, was auch das Problem löste, dass er niemals das Ordinationsgelübde und die formelle Ernennung zum Fürstbischof vollständig abgeschlossen hatte. Über die Umstände seines Todes gibt es unterschiedliche Aussagen: Einerseits wird behauptet, er sei am Stein gestorben. Andererseits sei er auf Veranlassung der Geistlichkeit in Würzburg vergiftet worden. Hierfür spricht auch, dass wenig später der Chefkoch des Bischofs unter mysteriösen Umständen ums Leben kam.

### Fehde Grumbach-Zobel
Kurz vor seinem Tod übergab Konrad seinem Vertrauten Wilhelm von Grumbach 10.000 Goldgulden als Geschenk, ohne die Zustimmung des Domkapitels eingeholt zu haben. Als nach seinem Tode Melchior Zobel von Giebelstadt Fürstbischof wurde, forderte dieser das Geld von Grumbach zurück. Grumbach zahlte, aber die harmonische Beziehung zwischen Herr und Vasall war zerstört, weshalb sich Grumbach von Würzburg verabschiedete.
Konrad hinterließ zwei eigene Kinder: Konrad und Katharine Biber. Katharine heiratete Christoph Kretzen. Kretzen ermordete später den nachfolgenden Fürstbischof Melchior Zobel von Giebelstadt offenbar auf Befehl seines Herren Wilhelm von Grumbach. Grumbachs abenteuerliches Leben machte ihn berühmt. Das Attentat wurde in der Nähe der Alten Mainbrücke in Würzburg auf der Seite der Festung verübt.

## Familie von Bibra
Hauptartikel: Bibra (Adelsgeschlecht)
Konrad war Familienmitglied der adeligen fränkischen Familie von Bibra. Innerhalb der Familie gab es weitere kirchliche Würdenträger, z. B. Lorenz von Bibra, ebenfalls Fürstbischof von Würzburg (1459–1519). Der Halbbruder von Lorenz, Wilhelm von Bibra, war päpstlicher Abgesandter. Heinrich von Bibra (1711–1788) war Fürstbischof und Abt in Fulda.

## Galerie

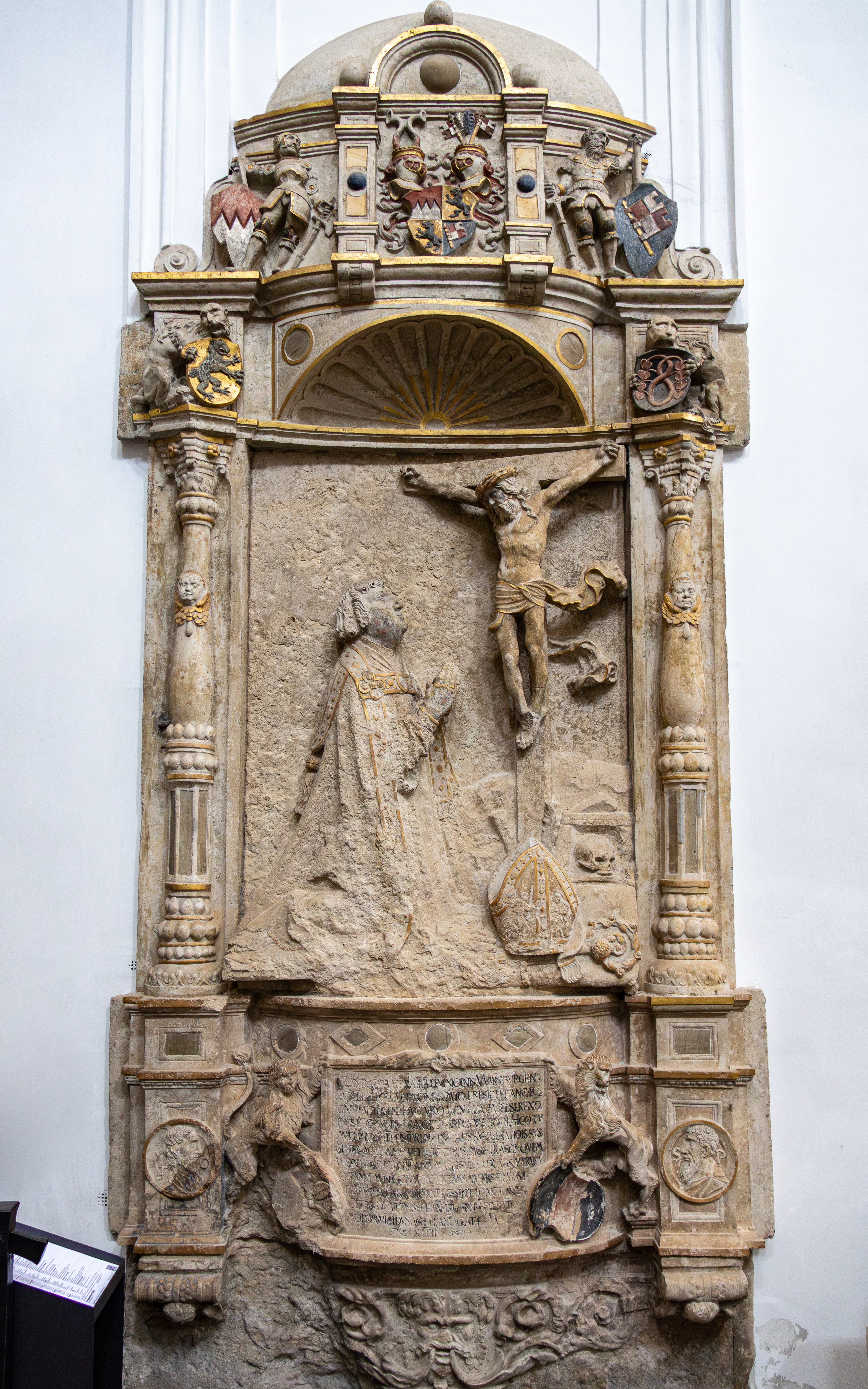
Epitaph Konrads im Würzburger Dom (nördliches Domquerhaus) von Peter Dell d. Ä.
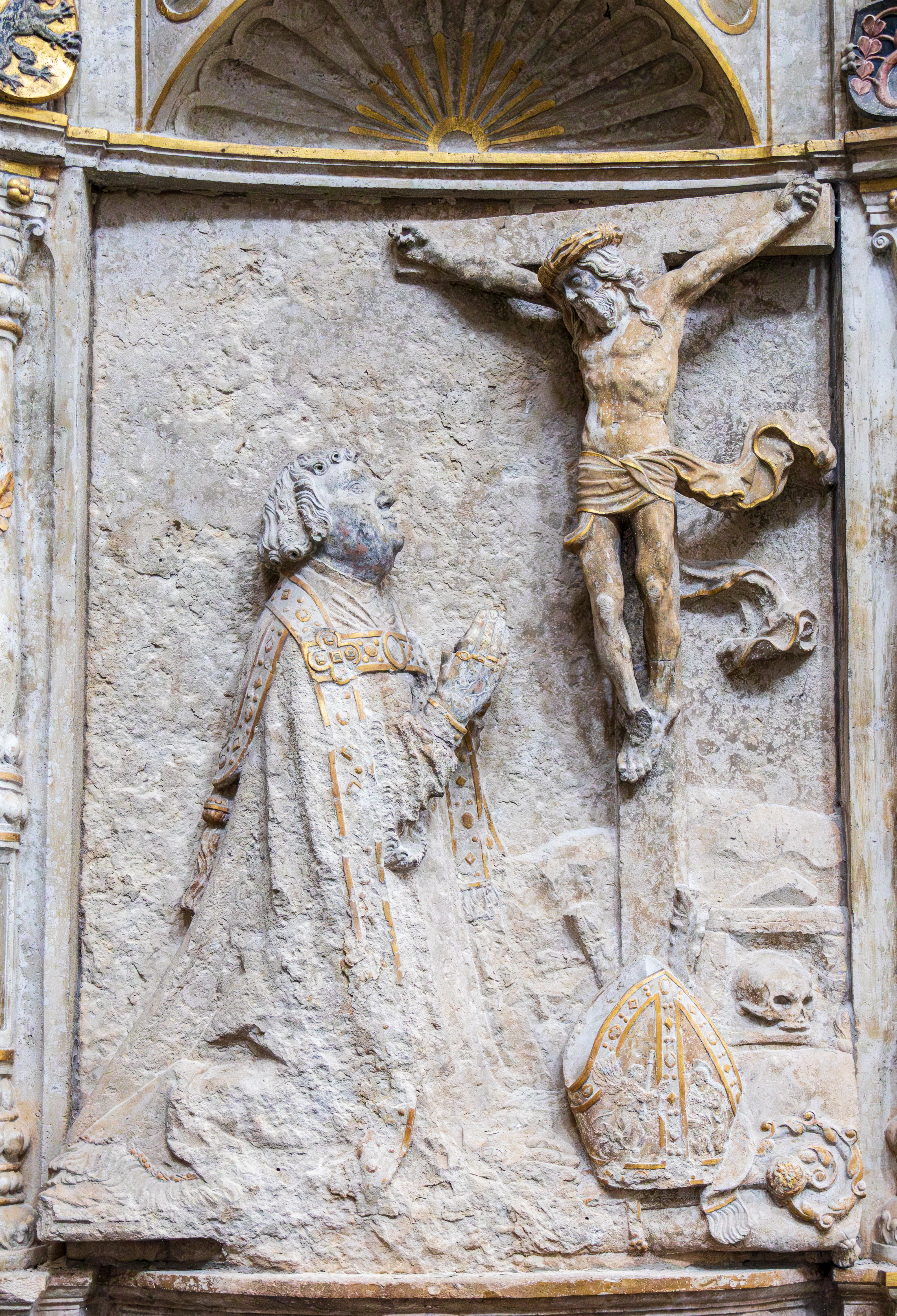
Darstellung des Fürstbischofs auf seinem Epitaph
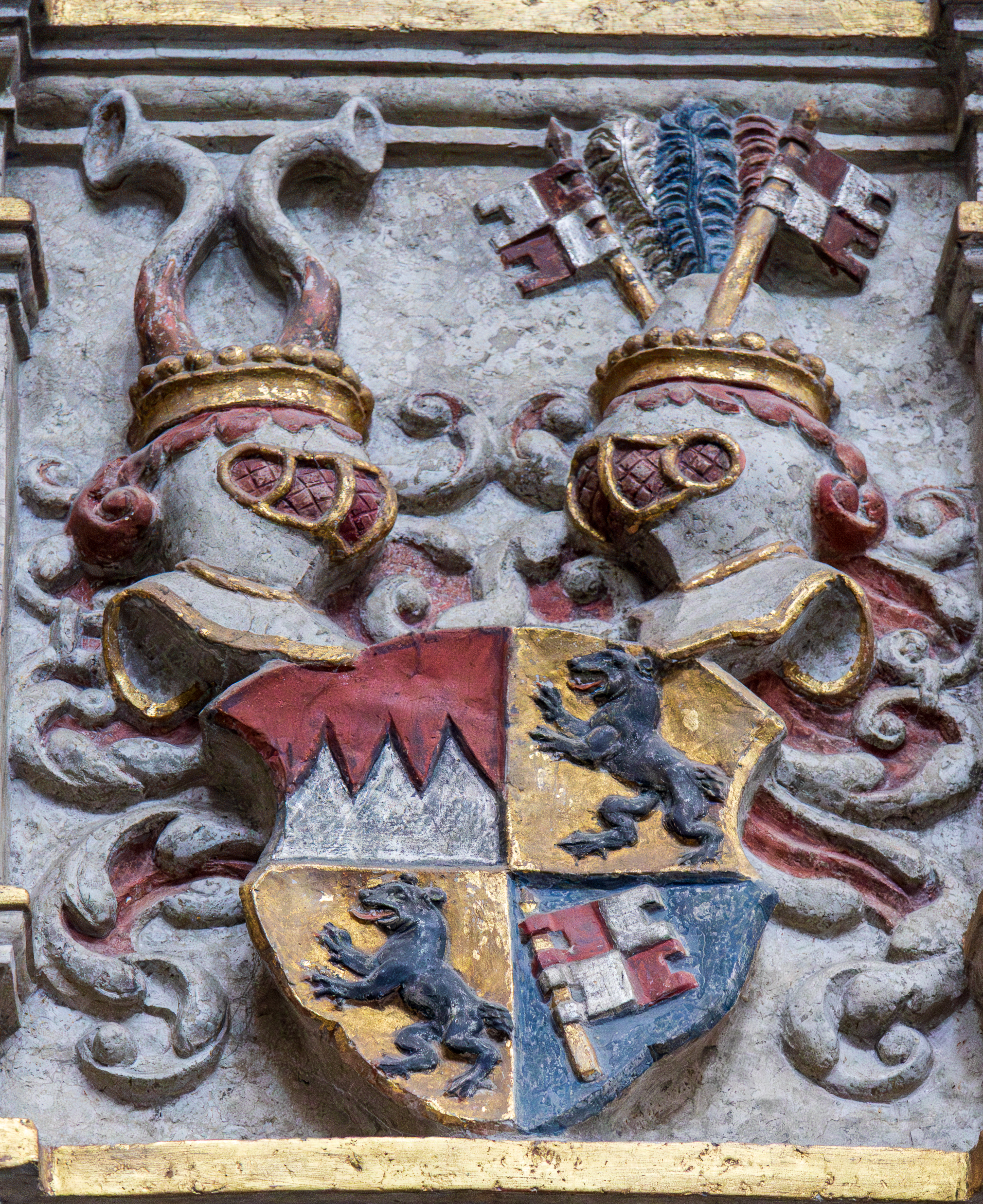
Wappen Konrads als Fürstbischof
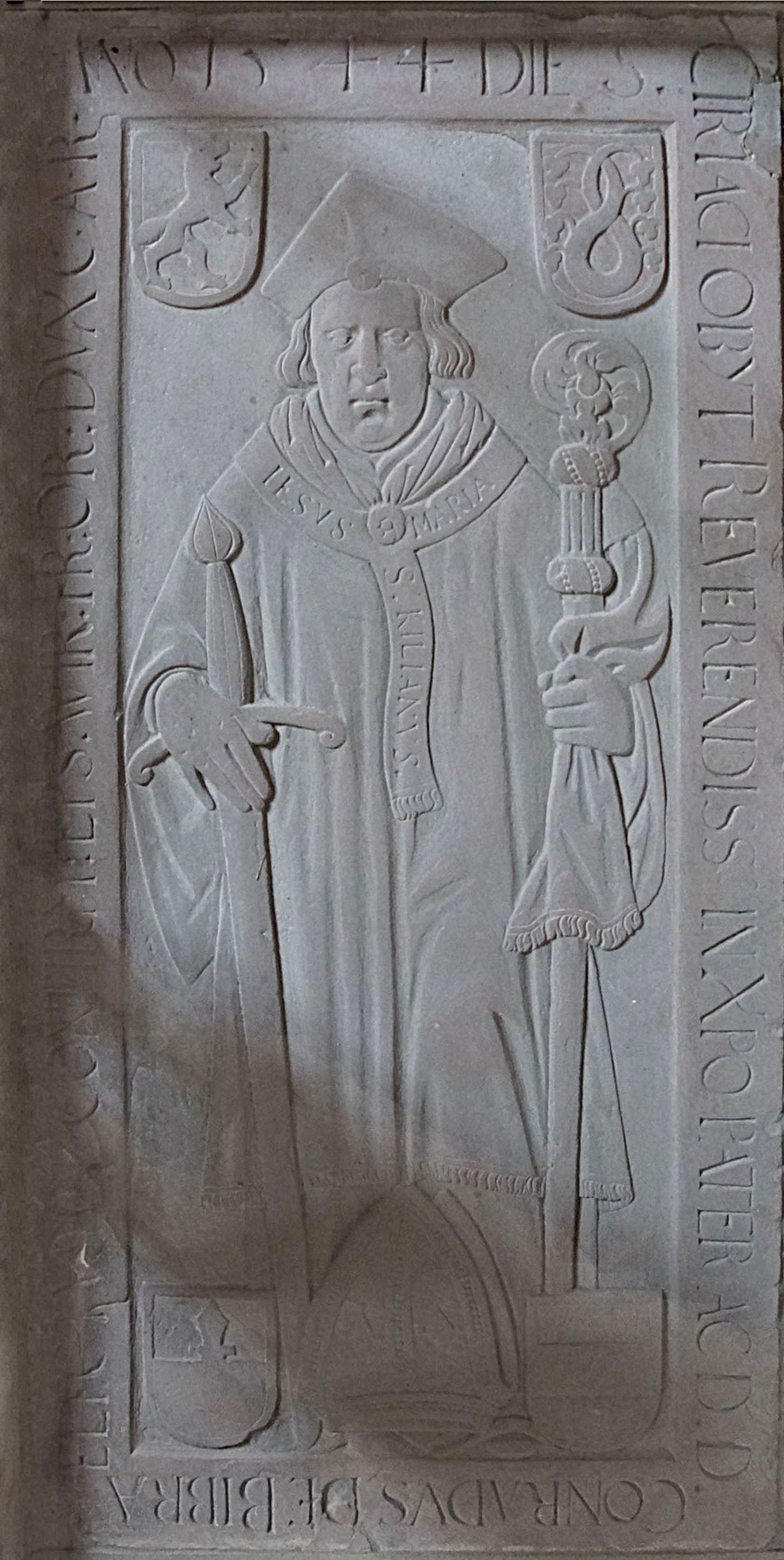
Grabplatte Konrads in der Würzburger Marienkirche
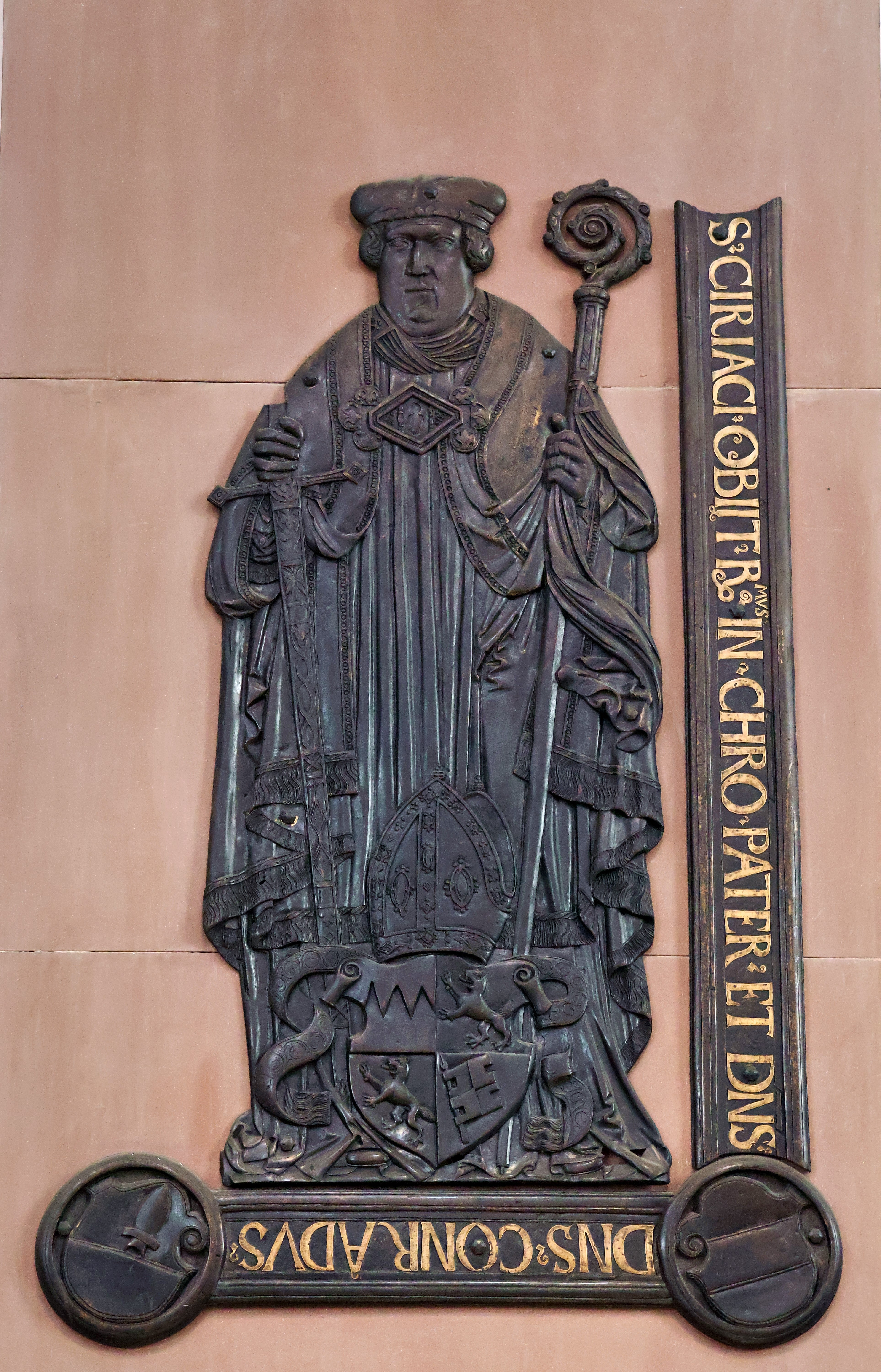
Bronzeplatte Konrads im Würzburger Dom
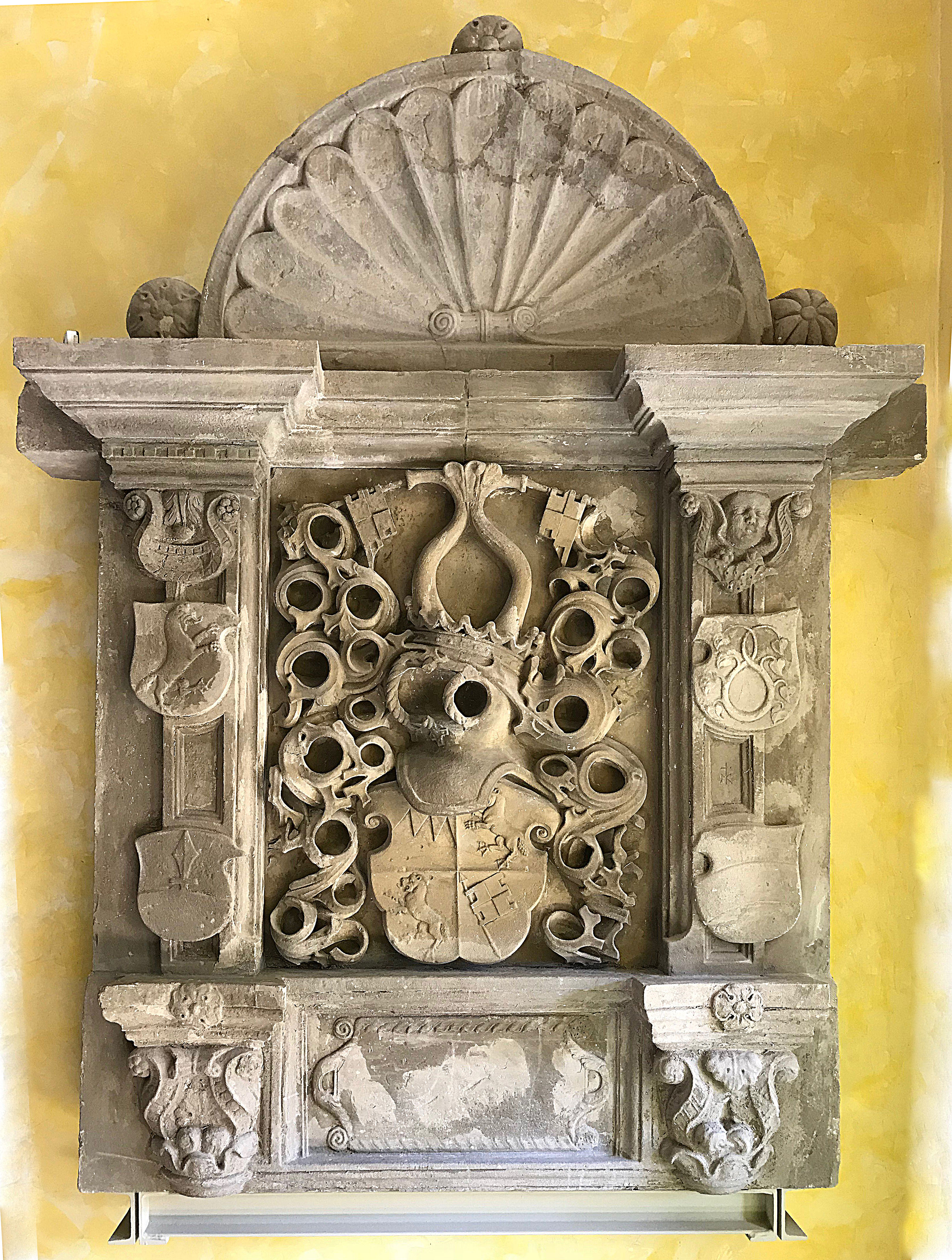
Wappenstein von 1542 des Fürstbischofs in der Eingangshalle von Burg Arnstein
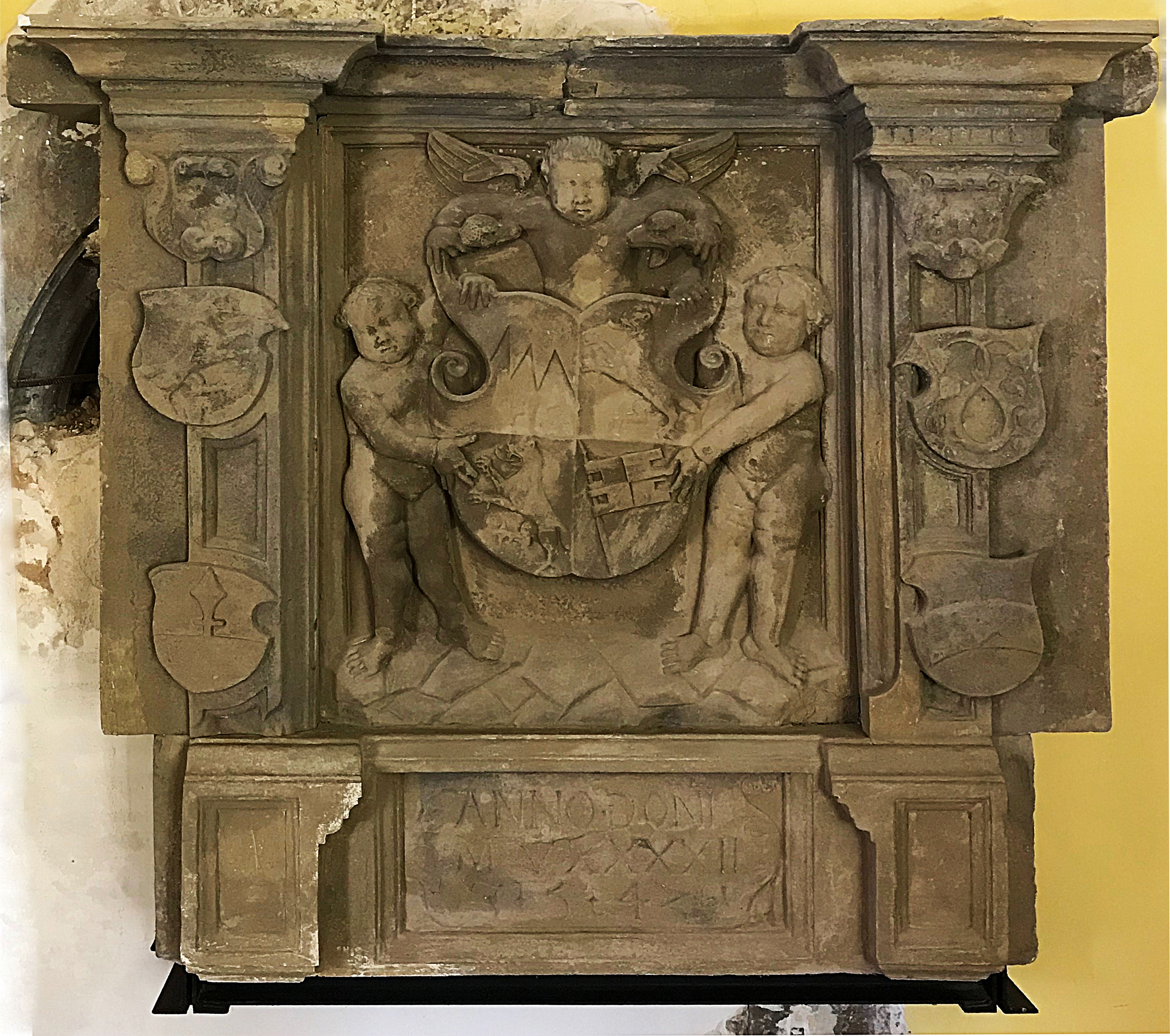
Weiteres Sandsteinwappen von 1542 aus der Eingangshalle in der Burg Arnstein
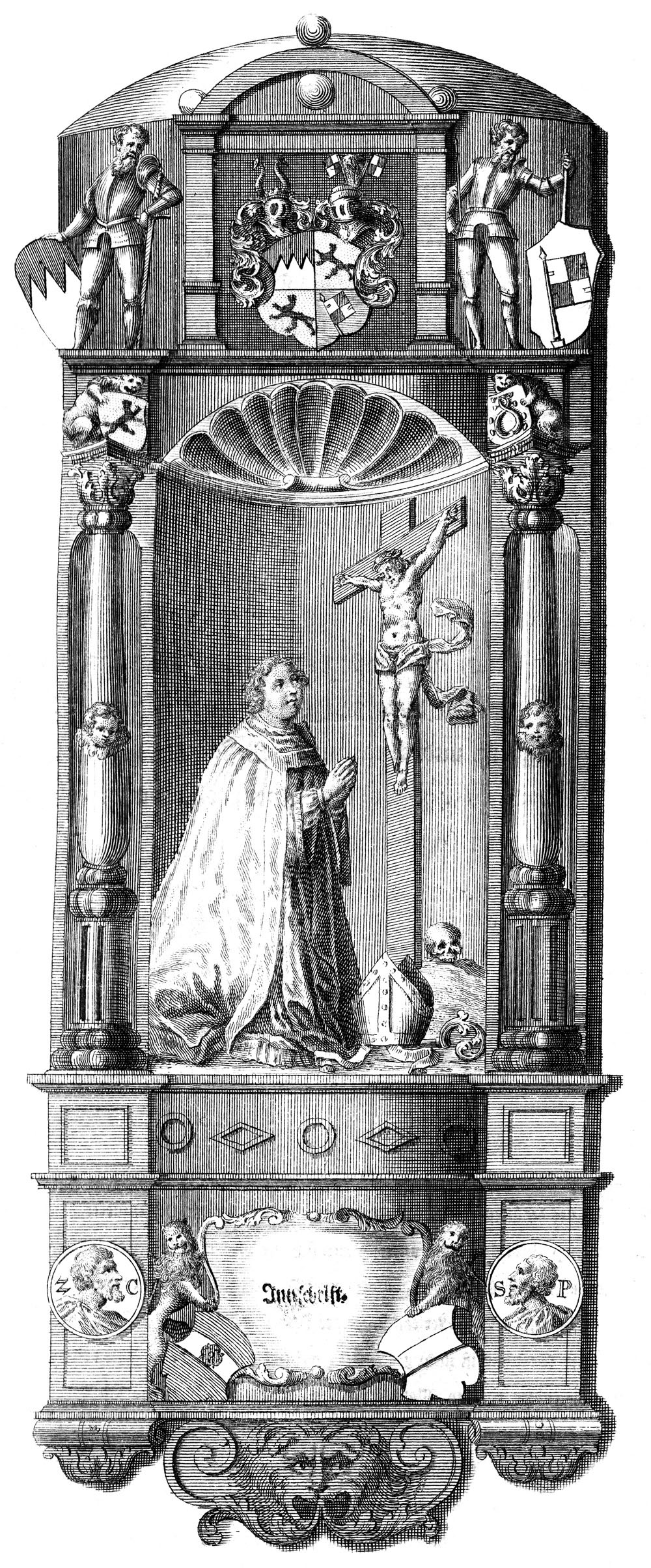
Abbildung Konrads von Johann Octavian Salver. Dass es sich um Konrad handelt, ist an seinem Wappen zu erkennen.
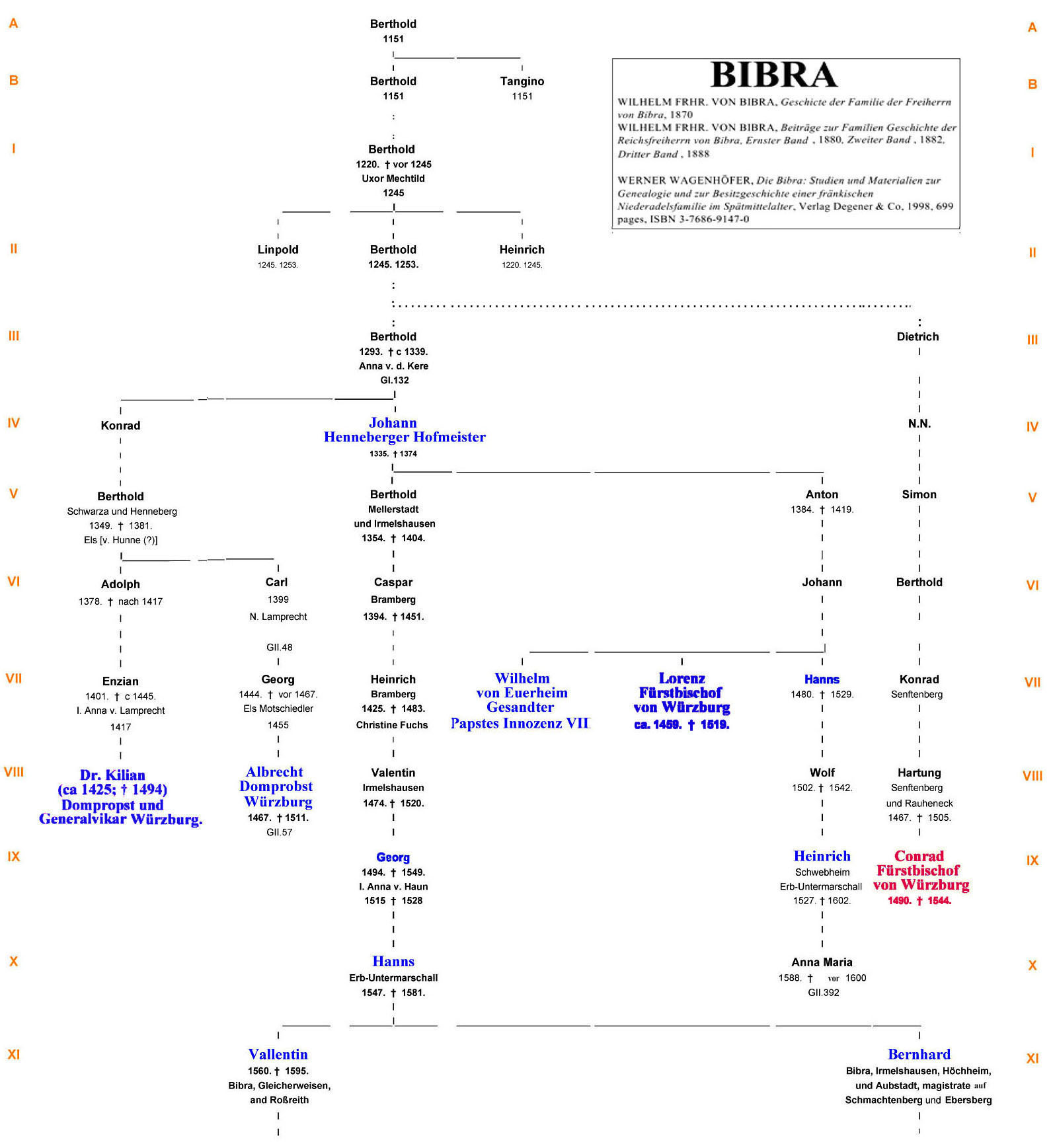
Ahnentafel